# Oklahoma City Blazers (Original)
Die Oklahoma City Blazers waren ein US-amerikanisches Eishockeyfranchise der Central Hockey League aus Oklahoma City, Oklahoma.  

## Geschichte
Die Minneapolis Bruins aus der Central Professional Hockey League wurden 1965 nach Oklahoma City, Oklahoma, umgesiedelt und in Oklahoma City Blazers umbenannt. In den ersten beiden Spielzeiten ihres Bestehens gewann die Mannschaft auf Anhieb jeweils den Adams Cup. In den folgenden Jahren konnte die Mannschaft noch zwei Mal das Playoff-Finale der CHL erreichen, konnte jedoch nicht mehr an die Anfangserfolge anknüpfen und setzte in der Saison 1972/73 sogar zwischenzeitlich mit dem Spielbetrieb aus. 
Im Anschluss an die Saison 1976/77 stellten die Blazers den Spielbetrieb ein. Ein Jahr später wurden die Rechte am Franchise verkauft und die Mannschaft spielte fortan als Oklahoma City Stars in der CHL. Von 1992 bis 2009 spielte eine Mannschaft ebenfalls unter dem Namen Oklahoma City Blazers in der Neuauflage der Central Hockey League.

## Saisonstatistik
Abkürzungen: GP = Spiele, W = Siege, L = Niederlagen, T = Unentschieden, OTL = Niederlagen nach Overtime SOL = Niederlagen nach Shootout, Pts = Punkte, GF = Erzielte Tore, GA = Gegentore, PIM = Strafminuten
| Saison  | GP | W  | L  | T  | OTL | SOL | Pts | GF  | GA  | Platz        | Playoffs                        |
| 1965–66 | 70 | 31 | 26 | 13 | —   | —   | 75  | 188 | 203 | 2., CPHL     | Adams Cup                       |
| 1966–67 | 70 | 38 | 23 | 9  | —   | —   | 85  | 233 | 196 | 1., CPHL     | Adams Cup                       |
| 1967–68 | 70 | 38 | 20 | 12 | —   | —   | 88  | 245 | 174 | 1., Southern | Niederlage in der ersten Runde  |
| 1968–69 | 72 | 40 | 19 | 13 | —   | —   | 93  | 295 | 225 | 1., South    | Niederlage im Finale            |
| 1969–70 | 72 | 26 | 39 | 7  | —   | —   | 59  | 233 | 291 | 6., CHL      | nicht qualifiziert              |
| 1970–71 | 72 | 30 | 30 | 12 | —   | —   | 72  | 258 | 273 | 4., CHL      | Niederlage in der ersten Runde  |
| 1971–72 | 72 | 29 | 34 | 9  | —   | —   | 67  | 235 | 273 | 4., CHL      | Niederlage in der ersten Runde  |
| 1973–74 | 72 | 36 | 25 | 11 | —   | —   | 83  | 280 | 230 | 3., CPHL     | Niederlage im Finale            |
| 1974–75 | 78 | 33 | 33 | 12 | —   | —   | 78  | 267 | 267 | 3., CPHL     | Niederlage in der zweiten Runde |
| 1975–76 | 76 | 32 | 34 | 10 | —   | —   | 74  | 256 | 263 | 3., CPHL     | Niederlage in der ersten Runde  |
| 1976–77 | 76 | 15 | 53 | 8  | —   | —   | 38  | 245 | 416 | 3., CPHL     | nicht qualifiziert              |